# North Miami
North Miami est une ville située dans l’État américain de la Floride, dans le comté de Miami-Dade, au nord de la ville de Miami. Selon l'estimation officielle de 2005, sa population est de 57 654 habitants.

## Démographie
| 1940  | 1950   | 1960   | 1970   | 1980   | 1990   |
| ----- | ------ | ------ | ------ | ------ | ------ |
| 1 973 | 10 734 | 28 708 | 34 767 | 42 566 | 49 998 |

| 2000   | 2010   | - | - | - | - |
| ------ | ------ | - | - | - | - |
| 59 880 | 58 786 | - | - | - | - |

### Langues
En 2000, les habitants de North Miami ayant l'anglais comme langue maternelle représentaient 35,49 % de la population, alors que 33,28 % utilisaient le créole haïtien, 24,88 % l'espagnol et 2,69 % le français.